# Chinesische Fußballnationalmannschaft (U-17-Junioren)
Die chinesische U-17-Fußballnationalmannschaft ist eine Auswahlmannschaft chinesischer Fußballspieler. Sie unterliegt der Chinese Football Association und repräsentiert sie international auf U-17-Ebene, etwa in Freundschaftsspielen gegen die Auswahlmannschaften anderer nationaler Verbände, bei U-16-Asienmeisterschaft und U-17-Weltmeisterschaften.
Die Mannschaft wurde 1992 und 2004 Asienmeister und belegte zudem dreimal den dritten Platz bei Asienmeisterschaften.
Bei Weltmeisterschaften erreichte sie 1985 im eigenen Land und 2005 in Peru das Viertelfinale. 1985 verlor sie dieses gegen den späteren Vize-Weltmeister Deutschland, 2005 verlor sie gegen die Türkei.

## Teilnahme an U-17-Weltmeisterschaften
(Bis 1989 U-16-Weltmeisterschaft)
| 1985 | Viertelfinale      |
| 1987 | nicht qualifiziert |
| 1989 | Vorrunde           |
| 1991 | Vorrunde           |
| 1993 | Vorrunde           |
| 1995 | nicht qualifiziert |
| 1997 | nicht qualifiziert |
| 1999 | nicht qualifiziert |
| 2001 | nicht qualifiziert |
| 2003 | Vorrunde           |
| 2005 | Viertelfinale      |
| 2007 | nicht qualifiziert |
| 2009 | nicht qualifiziert |
| 2011 | nicht qualifiziert |
| 2013 | nicht qualifiziert |
| 2015 | nicht qualifiziert |
| 2017 | nicht qualifiziert |
| 2019 | nicht qualifiziert |
| 2023 | nicht qualifiziert |

## Teilnahme an U-16-Asienmeisterschaft
| U-16-Asienmeisterschaft  | U-17-Asienmeisterschaft  |
| ------------------------ | ------------------------ |
| 1985: Vorrunde           |                          |
| 1986: nicht qualifiziert |                          |
| 1988: 3. Platz           |                          |
| 1990: 3. Platz           |                          |
|                          | 1992: Asienmeister       |
|                          | 1994: Vorrunde           |
|                          | 1996: Vorrunde           |
|                          | 1998: nicht qualifiziert |
|                          | 2000: Vorrunde           |
|                          | 2002: 3. Platz           |
|                          | 2004: Asienmeister       |
|                          | 2006: Viertelfinale      |
| 2008: Vorrunde           |                          |
| 2010: Vorrunde           |                          |
| 2012: Vorrunde           |                          |
| 2014: Vorrunde           |                          |
| 2016: nicht qualifiziert |                          |
| 2018: nicht qualifiziert |                          |
|                          | 2023: Vorrunde           |